# Alessio Bandieri
Alessio Bandieri (Pavullo nel Frignano, 3 aprile 1974) è un ex calciatore italiano, di ruolo portiere.

## Carriera
Ha militato in varie squadre professionistiche italiane tra il cui Napoli ed il Venezia in serie A e serie B; ha giocato inoltre con le maglie di Modena e Padova in Serie C1. Dopo l'esperienza con il Padova ha giocato con il Maranello in Promozione ed Eccellenza e con il Polinago sempre in Eccellenza. Concluse la carriera giocando per il Lama 80, squadra della provincia di Modena, ritirandosi al termine della stagione 2014/2015.

## Palmarès

### Club

#### Competizioni nazionali
- Serie C2: 1

Crevalcore: 1993-1994